# Галлахер, Хелен
Хелен Галлахер (англ. Helen Gallagher; 19 июля 1926, Бруклин, Нью-Йорк — 24 ноября 2024, Манхэттен, Нью-Йорк) — американская актриса, танцовщица и певица, обладательница двух премий «Тони» и трех «Эмми», а также «Драма Деск».

## Жизнь и карьера
Галлахер родилась в Бруклине, Нью-Йорк, но в детстве жила в Скарсдейле. После краха Уолл-стрит она с родителями переехала в Бронкс В начале 1940-х годов она начала свою карьеру на театральной сцене. Её дебют на бродвейской сцене состоялся в 1947 году.
В 1952 году Галлахер выиграла свою первую премию «Тони» за выступление в мюзикле Pal Joey. В 1971 году она получила вторую «Тони» за главную роль в мюзикле «Нет, нет, Нэнетт». Также Галлахер номинировалась на «Тони» за «Милая Чарити» в 1966 году. В общей сложности карьера Галлахер на сцене охватывает шесть десятилетий и роли в производствах по обе стороны океана. В последние годы она работала преподавателем в HB Studio.
Несмотря на длительную карьеру на Бродвее, Галлахер получила широкую известность благодаря роли Мейв Райан, матриарха в снятой в Нью-Йорке мыльной опере «Надежда Райанов», которая транслировалась с 1975 по 1989 год. Роль принесла ей пять номинаций на дневную премию «Эмми» за лучшую женскую роль в драматическом сериале, с победами в 1976, 1977 и 1988 годах. После завершения шоу Галлахер брала на себя периодические роли в «Одна жизнь, чтобы жить», «Все мои дети» и «Другой мир». В 1993 году она также появилась в эпизоде сериала «Закон и порядок».
Умерла в Нью-Йорке 24 ноября 2024 года в возрасте 98 лет.